# Антоніо Наріньйо
Антоніо Амадор Хосе де Наріньйо-Бернардо-дель-Касаль (ісп. Antonio Amador José de Nariño Bernardo del Casal; 9 квітня 1765 — 13 грудня 1823) — південноамериканський революціонер і політик, другий президент Вільної Держави Кундінамарка.

## Біографія
Народився 1765 року в Санта-Фе-де-Боготі. Від юнацьких років захоплювався ідеями незалежності, брав участь у численних таємних зборах, мав популярність серед столичної молоді.
1794 року Наріньйо переклав іспанською «Декларацію прав людини і громадянина» та, зробивши копії перекладу, поширив їх серед знайомих. Дуже скоро уряд наказав вилучити та знищити брошури, а Наріньйо було засуджено до 10-річного заслання до Африки. Проте, коли судно, що його перевозило, прибуло до Іспанії, Нариньйо зміг утекти. Через Францію та Велику Британію він зумів повернутись до Нової Гранади, де його знову заарештували й вислали до Мадрида. Втім і того разу йому вдалось утекти, й після повернення на батьківщину Наріньйо долучився до революційних заворушень.
На початку 1811 року було проголошено Вільну Державу Кундінамарка, першим президентом якої став Хорхе Тадео Лосано. Антоніо Наріньйо через газету «La Bagatela» розпочав кампанію, спрямовану на повалення останнього. Зрештою в вересні того ж року Лосано подав у відставку, передавши владу Наріньйо.
Новий президент наполягав на створенні в Новій Гранаді сильної централізованої системи управління, втім більшість провінцій не бажали повертатись під владу Боготи, й ті з них, хто обрав шлях до незалежності, віддавали перевагу федеративній державі, а не централізованій. «Федералісти» об'єднались у Сполучені Провінції Нової Гранади, Кундінамарка ж залишилась незалежною та почала експансію. Того ж 1811 року Кундінамарка анексувала провінцію Марікіта й частину провінції Нейва, що призвело до першої в історії Колумбії громадянської війни. Коли Наріньйо вирушив до Тунхи боротись проти федералістів, він тимчасово передав повноваження президента Мануелю Беніто де Кастро.
Влітку 1813 року Конституційний конгрес проголосив Кундінамарку незалежною державою, яка не підпорядковується іспанському королю, що призвело до вторгнення роялістів з півдня. Наріньйо особисто вирушив на південь, щоб очолити військову кампанію. Пост президента він передав Мануелю де Бернардо Альваресу, який був чоловіком його тітки.
У січні 1814 року війська Наріньйо захопили Попаян і вирушили далі на південь. Під час спроби захоплення Пасто Наріньйо зазнав поранення, після чого почали ширитись чутки про його загибель, і війська розбіглись. Наріньйо потрапив у полон, після чого його відправили через Кіто до Кадіса.
1821 року Наріньйо було звільнено, після чого він повернувся на батьківщину. Там він став одним з кандидатів на посаду президента Великої Колумбії, та програв вибори Сімону Болівару.
Помер наприкінці 1823 року у Вілья-де-Лейва.

## Пам'ять
Антоніо Наріньйо згадується в останньому куплеті державного гімну Колумбії. Сучасний президентський палац має назву «Будинок Наріньйо».